# El missatger de la por
 El missatger de la por (títol original en anglès The Manchurian Candidate) és un thriller estatunidenc en blanc i negre, dirigida per John Frankenheimer. Estrenada el 1962 i doblada al català.

## Argument[2]
Raymond Shaw (Laurence Harvey) va aconseguir una medalla de la Guerra de Corea per fets d'armes. Tanmateix, Bennett Marco (Frank Sinatra), que comandava, en aquella època, l'escamot de Shaw, té dubtes sobre aquestes accions. A més, és turmentat per malsons.

## Repartiment
- Frank Sinatra: Maj. Bennett Marco
- Laurence Harvey: Raymond Shaw
- Angela Lansbury: Mrs. Iselin
- Janet Leigh: Eugenie Rose Chaney
- James Gregory: Sen. John Yerkes Iselin
- Henry Silva: Chunjin
- Leslie Parrish: Jocelyn Jordan
- John McGiver: Sen. Thomas Jordan
- Khigh Dheigh: Dr. Yen Lo
- James Edwards: Cpl. Allen Melvin
- Douglas Henderson: Coronel Milt
- Albert Paulsen: Zilkov
- Barry Kelley: Secretary of Defense
- Lloyd Corrigan: Holborn Gaines
- Robert Riordan: Benjamin K. Arthur

## Premis i nominacions
Premis
- Globus d'Or a la millor actriu secundària per Angela Lansbury

Nominacions
- Oscar a la millor actriu secundària per Angela Lansbury[3]
- Oscar al millor muntatge per Ferris Webster[3]
- Globus d'Or al millor director per John Frankenheimer

## Al voltant de la pel·lícula[4]
- El missatger de la por és una adaptació de la novel·la de Richard Condon The Manchurian Candidate, apareguda el 1960. Posar-la en escena no va ser cosa fàcil. Els grans estudis es van negar a llançar-se a l'aventura. Va caldre tota la força de convicció de Frank Sinatra per portar a terme el projecte. L'actor americà va arribar a posar diners en el financerament de la pel·lícula que va acceptar rodar amb la condició d'encarnar el paper principal del capità Benett Marco.
- George Axelrod és també el guionista de The Seven Year Itch (1955), Esmorzar amb diamants (1961). Vint-i-tres anys després, col·laborarà de nou amb John Frankenheimer a El Pacte Holcroft.
- L'estrella Janet Leigh, que venia de l'immens èxit de Psicosi d'Alfred Hitchcock, va ser escollida per al paper principal femení.
- Aquesta pel·lícula va ser objecte d'un remake per Jonathan Demme el 2004, titulada igualment The Manchurian Candidate.